# Szczerców
Szczerców – wieś w Polsce położona w województwie łódzkim, w powiecie bełchatowskim, w gminie Szczerców, nad rzeką Widawką. Siedziba gminy Szczerców.
Dawniej miasto - uzyskał lokację miejską przed 1364 rokiem, zdegradowany w 1870 roku. W końcu XVI wieku był miastem królewskim Korony Królestwa Polskiego w tenucie szczercowskiej w powiecie sieradzkim województwa sieradzkiego. W latach 1975–1998 miejscowość administracyjnie należała do województwa piotrkowskiego.
| SIMC    | Nazwa | Rodzaj    |
| ------- | ----- | --------- |
| 0553495 | Praga | część wsi |

Na terenie gminy mieści się Odkrywka Szczerców Kopalni Węgla Brunatnego Bełchatów, okres eksploatacji węgla brunatnego przewidziany jest do 2038 r. W 2023 znaleziono tam fragment kostny (osteodermę) kopalnego (mioceńskiego) krokodyla; w skali światowej jest to najbardziej wysunięte na północ znalezisko krokodyla w całym neogenie.
Przez miejscowość przebiegają drogi wojewódzkie DW480 oraz DW483. 

## Toponimia
Szczerców należy do nazwań dzierżawczych, pochodzi do nazwy osobowej Szczyrzec (od staropolski szczyry – szczery), właściciela bądź założyciela osady. Pierwsza wzmianka w prawdopodobnie zniekształconej formie Sczersow z roku 1332, pochodzi z dokumentów watykańskich. Natomiast w akcie fundacyjnym miejscowego kościoła widnieje zapis antiqa vila Sczyercow (1362). Od XVI wieku wzmiankowany jest Stari Sczircow. Forma zapisu Szcz-e-rców powstała w okresie późniejszym, jako naturalne przekształcenie -yr-, w -er- zgodnie z ewolucją tej grupy nazw. Nazwisko Szczyrzec jest znane z dokumentów historycznych – Stasconis Sczirczonis (1405).

## Historia
Pierwsze wzmianki o Szczercowie pochodzą z roku 1332. Początków osadnictwa należy szukać na terenie Wsi Szczercowskiej. Prawdopodobnie znajdowała się tam kuźnica przy której skupiało się osadnictwo. Kuźnica położona była w lasach królewskich przy ujściu rzeki Pilsi do Widawki. W dniu 8 maja 1367 Kazimierz Wielki wystawił dokument fundacyjny szczercowskiej parafii. Dokument spisał podkanclerzy Janko z Czarnkowa. Król nadał kościołowi dziesięciny. Z placów miejskich ksiądz otrzymywał opłatę w wysokości 1 grosza, kościelny natomiast 0,5 grosza. Ksiądz mógł też założyć jedną lub 2 jatki rzeźnicze oraz stawiać jazy na rzece Widawce. Otrzymywał również 3 łany ziemi uprawnej i 4 łąki, a także prawo do pobierania ceł na traktach: krakowskim i wrocławskim (pół grosza od każdego wozu i 2 denary od bydlęcia. Wcześniej Szczerców należał do parafii w Restarzewie, a do XIII wieku do parafii w Widawie. Prawdopodobną datą nadania praw miejskich dla Szczercowa jest rok 1364, niewykluczone jednak, że nastąpiło to nieco wcześniej. Nadanie to potwierdził w 1511 roku Zygmunt I. Potwierdzili je i rozszerzyli Zygmunt August w 1548 i 1564, Stefan Batory 1578, Władysław IV 1633, Jan III Sobieski 1680, August III 1754 i Stanisław August Poniatowski 1765. W 1870 Szczerców utracił prawa miejskie tak jak wiele innych miast w zaborze rosyjskim, co było spowodowane udziałem mieszczaństwa w powstaniu styczniowym.

## II wojna światowa
Oddziały Wehrmachtu wkroczyły do miejscowości 3 września 1939 roku podpalając zabudowania gospodarcze i mieszkalne w wyniku czego wieś spłonęła w 80%. Żołnierze niemieccy zabili kilkunastu mieszkańców wsi wrzucając granaty do mieszkań i strzelając do napotkanych osób. Zabici zostali wówczas: Dąbrowska, Antoni Herczyński, Antoni Hetman, Jędraszek, Piotr Kochelski, Roch Łużnik, Antoni Malenta, Franciszek Murlikiewicz i 3-osobowa rodzina o nieustalonych personaliach.

## Legenda o powstaniu Szczercowa
Według legendy w roku 1176 książę Kazimierz Sprawiedliwy udał się do puszczy na łowy, gdzie odłączył się od orszaku i zabłądził. Gdy męczyło go pragnienie jego giermek udał się na poszukiwanie wody. Po pewnym czasie napotkał chatę. Po wejściu do środka zobaczył w niej pięciu obdartych chłopców klęczących przy garnku stojącym na wygasłym palenisku i powtarzających: „będziemy rzepę jeść”. Gdy giermek podniósł pokrywkę zobaczył, że w garnku są kamienie. Obok dzieci klęczała ich matka i modliła się słowami „Ojcze nasz” do momentu „chleba naszego powszedniego daj nam dzisiaj” i zaczynała modlitwę od początku. Gdy giermek powrócił wraz z księciem, wdali się w rozmowę z kobietą. Okazało się, że jest ona wdową i nie ma za co wyżywić dzieci. Włożyła więc kamienie do garnka i modliła się o cud. Ponieważ modliła się szczerze, Bóg zesłał wybawienie właśnie w osobie księcia. Książę zabrał ze sobą dzieci najpierw do Sandomierza, potem do Krakowa. Chłopcy dorośli na jego dworze i powrócili w swe rodzinne strony. Dwu z nich założyło kuźnicę i wytapiało żelazo, trzeci został borowym u książąt sieradzkich. Z czasem wokół kuźnicy zaczęli osiedlać się ludzie i powstała kaplica. Legendę miał znać Kazimierz Wielki, dlatego lokując osadę nazwał ją Szczercowem na pamiątkę szczerej modlitwy. Legenda ta nie ma żadnego potwierdzenia i nie wiadomo kiedy się zrodziła.

## Zabytki

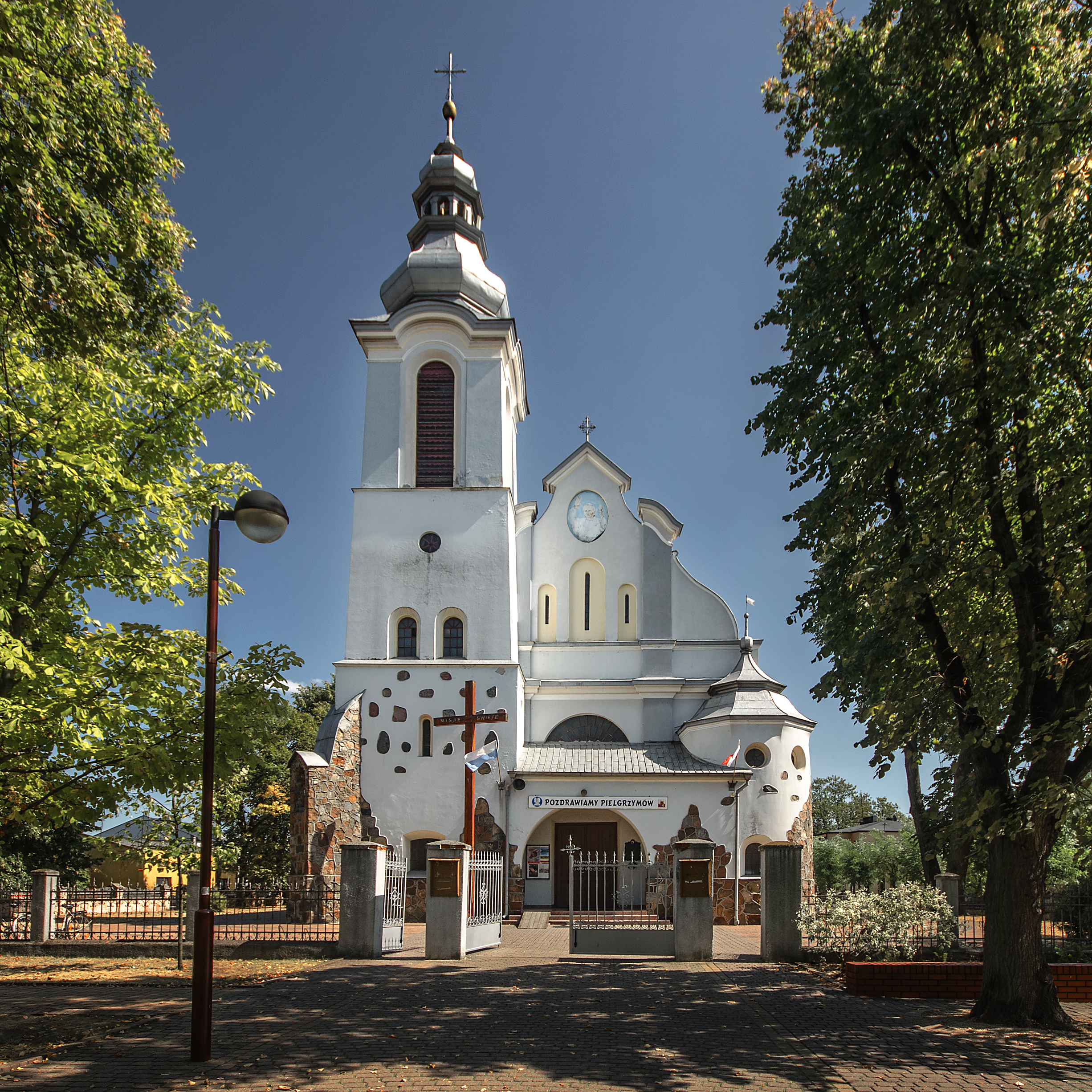
kościół parafialny pw. Narodzenia N.M.P.

Według rejestru zabytków Narodowego Instytutu Dziedzictwa na listę zabytków wpisane są obiekty:
- kaplica pw. Świętej Trójcy przy kościele par. pw. Narodzenia NMP, 1686, (nr rej.: 520-III-21 z 27.02.1950)
- drewniana kaplica cmentarna pw. św. Barbary, (nr rej.: 440 z 25.07.1967)

Na uwagę zasługują też:
- neoromański Kościół parafialny Narodzenia NMP z początku XX w.
- Cmentarz żydowski w Szczercowie (pozostałości).
- ruiny drewnianego młyna wodnego z XIX w.
- aleja brzóz przy drodze do Lubca (blisko 500 drzew, w tym 3 brzozy o czarnej korze)[15]

## Sport
W Szczercowie znajduje się klub sportowy Astoria Szczerców, który w sezonie 2025/2026 występuje w klasie okręgowej, gr. Piotrków Trybunalski.